# Ergine
Le LSA ou ergine (dont des synonymes sont : amide de l'acide dextro-lysergique, acide d-lysergique amide, LA-111) est un alcaloïde de la famille de l'ergoline produit par certains champignons. Il existe naturellement dans diverses espèces de plantes de convolvulacées, et est alors dû à des champignons clavicipitacées qui vivent en association avec elles.
On le trouve majoritairement dans les graines de Turbina corymbosa (ololiuqui), Argyreia nervosa (Hawaiian baby woodrose ou Liane d'Argent) et Ipomoea Violacea (tlitliltzin ou Morning Glory). On considère qu'il est responsable de l'effet psychotrope de cette dernière, même si l'ergine et l'isoergine synthétiques ne sont pas particulièrement hallucinogènes.[réf. nécessaire]
Synthétisé pour la première fois par Albert Hofmann au cours de ses recherches sur l'ergot de seigle qui lui permirent de découvrir le LSD, il le retrouve quinze ans plus tard en analysant l'ololiuqui. Selon Hofmann, elle est dix fois moins psychoactive que le LSD et l'effet hallucinogène comporte une composante sédative[réf. nécessaire]. Hofmann trouvait que les effets du LSA étaient sombres comparés aux effets du LSD.